# Triebwerk (Club)

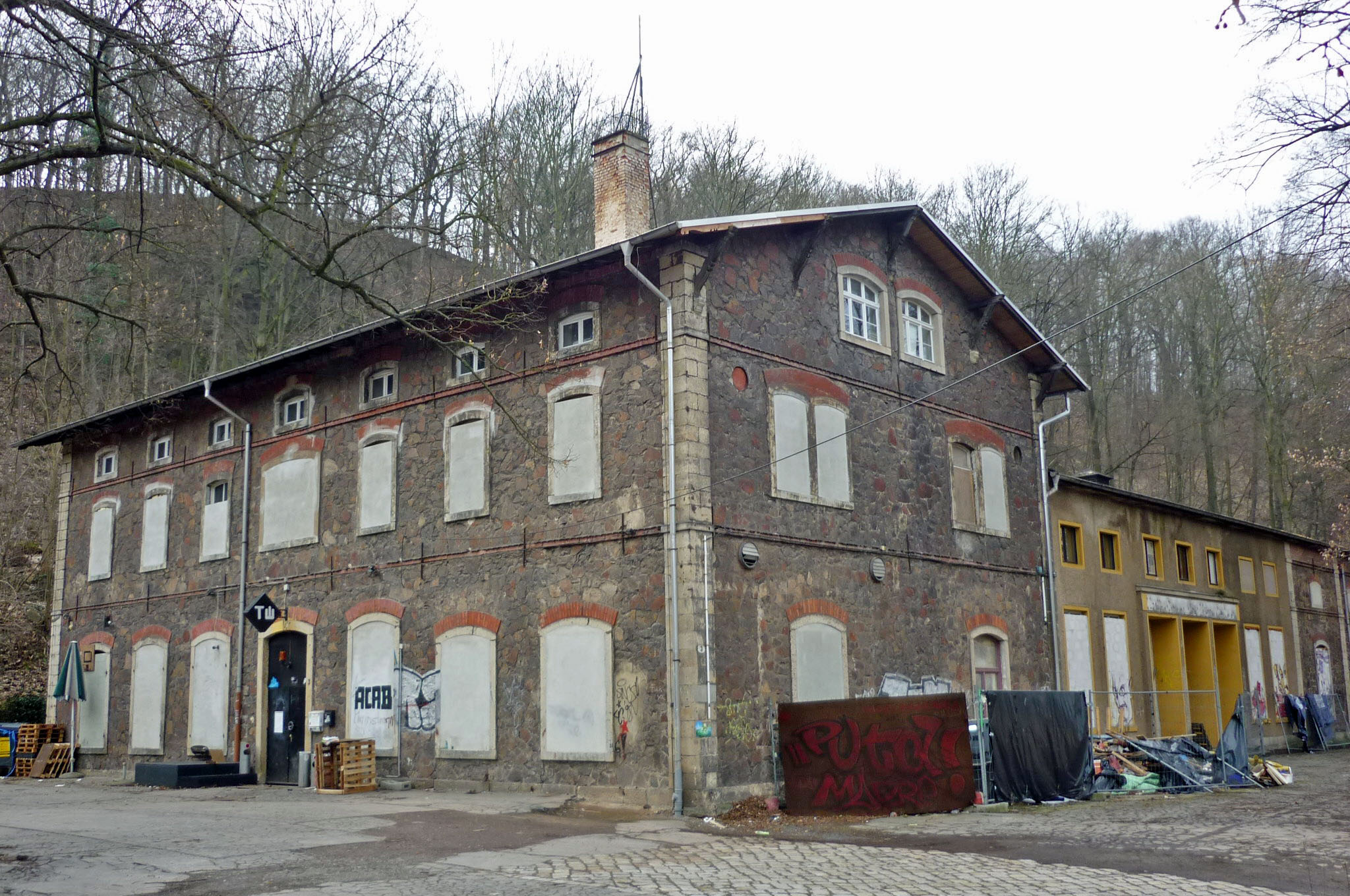
Gebäude am Coselweg 3 mit dem TW-Logo am Eingang

Das Triebwerk war von 2002 bis 2013 ein Techno-Club in Dresden.
Im Triebwerk wurden überwiegend die Genres Techno, Minimal Techno, Speedcore und Psytrance gespielt. Zu den DJs und Liveacts, die im Triebwerk auflegten, gehören unter anderem DJ Rush, Blake Baxter, Juan Atkins, DJ Godfather, Chris Liebing, Dave Clarke, Hardy Hard und Vitalic.
Der Club wurde im Mai 2002 in einem ehemaligen Kulturhaus der Eisenbahner im Plauenschen Grund im Süden Dresdens eröffnet. Er befand sich auf dem sogenannten Felsenkellergelände von Dresden. Das Triebwerk war für bis zu 1000 Gäste ausgelegt. Es gab neben einem Mainfloor für ca. 800 Gäste noch vier weitere Floors, in den Sommermonaten oftmals zusätzlich einen Openair-Floor.
Im Herbst 2002 fand im Triebwerk nach dem Elbhochwasser 2002 eine Benefiz-Veranstaltung unter dem Namen Musik versetzt Welten statt, die drei Tage andauerte und auf der über 120 DJs auflegten.
Im Oktober 2013 musste das Triebwerk schließen, da die hohen Heiz- und Stromkosten nicht mehr gedeckt werden konnten. Am 30. Oktober 2013 fand die offizielle Closing-Party des Clubs mit DJ Hell als Headliner statt. Seitdem finden dort noch private Veranstaltungen statt, da man die Location für Geburtstage o. ä. mieten kann.